# 柳生宗矩
柳生宗矩（日语：／ Yagyū Munenori，1571年—1646年5月11日）日本江戶時代初期的武將和劍道家。德川將軍家的劍術教練。大和國柳生藩的初代藩主。

## 生平
柳生宗嚴（石舟齋）的第五個兒子。母親是興原助豊的女兒。兄長有柳生嚴勝、柳生宗章等人。年輕時因為豐臣秀吉實施太閤檢地時柳生氏被查出有隱匿不報的私田、因而父親的領地被沒收。1594年時他與其父親同時前往江戶仕奉德川家康。父子倆於1600年在關原之戰中立功、父親因而得以回復舊領大和國柳生莊二千石的領地。
1601年之後他成了第二代將軍德川秀忠的劍術指導老師、此後亦以劍術教練的身份仕奉第三代將軍德川家光。1615年大坂之戰時隨將軍秀忠一同出兵、守護在秀忠的身旁、隔年1616年參與了阪崎直盛反亂未遂事件的交涉與處置。
將軍對他的信任逐漸加深、在1629年他受封從五位下但馬守的官職。1632年擔任第一代的幕府總目付（大目付）一職、負責各國大名的監視任務，也即德川幕府的特務首腦，司令。1636年累計加增的領地已達一萬石而得以位列大名、在大和國成為柳生藩初代藩主。晚年仍持續受恩賞、官階晉升至從四位下、領地達一萬二千五百石。

## 逝世
他於1646年逝世後，葬在友人澤庵宗彭所開設的神護山芳德寺（在今奈良市柳生下町）。享年76歲。但是現今在東京都練馬區櫻台的圓滿山廣德寺和京都府南山城村田山的華將寺遺跡也同時有他的墓碑。
他的長子是有名的劍士柳生十兵衛、他深受將軍家光的賞賜，但可惜在父親死後不久十兵衛也過世、將軍家劍術教練一職遂由十兵衛的弟弟柳生宗冬所繼承、成為菩提寺芳德寺的第一世住持列堂義仙則是宗矩的四子。
其在政治与計策上的造詣和貢獻遠遠大于其在劍術上的造詣，第三代將軍德川家光在計策上有疑問時都會去詢問。這也是其受到寵信的緣由之一。
著書有『兵法家傳書』和『玉成集』。

## 登場作品
小說
- 柳生但馬守（文藝春秋、柴田鍊三郎著）
- 柳生十兵衛七番勝負（文藝春秋、津本陽（日语：津本陽）著）
- 春之坂道（NHK出版、山岡莊八著）
- 柳生月影抄（GOMA-BOOKS（日语：ゴマブックス）、吉川英治著）
- 柳生但馬守宗矩－無刀劍（学陽書房、松永義弘（日语：松永義弘）著）
- 魔界轉生（講談社、山田風太郎著）
- 決鬥十字路（講談社、藤澤周平著）
- 柳生武藝帳（新潮社、五味康祐（日语：五味康祐）著）
- 影武者德川家康（新潮社、隆慶一郎著）
- 柳生刺客狀（講談社、隆慶一郎著）
- 柳生非情劍（講談社、隆慶一郎著）
- 風魔（祥傳社、宮本昌孝（日语：宮本昌孝）著）
- 十兵衛兩斷（新潮社、荒山徹（日语：荒山徹）著）
- 柳生薔薇劍（朝日新聞社、荒山徹著）
- 柳生百合劍（朝日新聞社、荒山徹著）
- 柳生默示錄（朝日新聞社、荒山徹）
- 秘劍 水鏡（光文社、戶部新十郎（日语：戸部新十郎）著）
- 柳生宗矩－支持德川三代的劍與智（PHP研究所、大島昌宏（日语：大島昌宏）著）
- 柳生三代記（PHP研究所、嶋津義忠（日语：嶋津義忠）著）
- 柳生三代的鬼謀（德間書店、鳥羽亮（日语：鳥羽亮）著）
- 柳生秘劍傳奇（勉誠出版、志村有弘（日语：志村有弘）著）

影視劇
- 柳生十兵衛（1931年、新興、演：嵐德三郎（日语：嵐徳三郎 (6代目)））
- 柳生武藝帳（1957年、東寶、演：大河內傳次郎（日语：大河内傳次郎））
- 家光、彥左與一心太助（1961年、東映、演：坂東簑助（日语：坂東三津五郎 (8代目)））
- 柳生武藝帳（日语：柳生武芸帳#東映製作版）（1961年、東映、演：北龍二（日语：北竜二））
- 宮本武藏 巖流島之決鬥（1965年、東映、演：田村高廣）
- 柳生武藝帳（日语：柳生武芸帳#1965年）（1965年、NET、演：香川良介）
- 日本劍客傳：柳生十兵衛（日语：日本剣客伝）（1968年、NET、演：辰巳柳太郎）
- 戰國艷物語（日语：戦国艶物語#第三部・千姫編）（1969年、ABC、米倉齊加年（日语：米倉斉加年））
- 柳生十兵衛（日语：柳生十兵衛 (1970年のテレビドラマ)）（1970年、CX、演：片岡千惠藏（日语：片岡千恵蔵））
- 春之坂道（日语：春の坂道）（1971年、NHK大河劇、演：中村錦之助）
- 家光出行（日语：家光が行く）（1972年、NTV、演：中村敦夫）
- 斬絕江戶 梓右近隠密帳（日语：江戸を斬る 梓右近隠密帳）（1973年、TBS、演：志村喬）
- 運命峠（日语：運命峠 (1974年のテレビドラマ)）（1974年、KTV、演：近衛十四郎）
- 宮本武藏（日语：宮本武蔵 (1975年のテレビドラマ)）（1975年、CX、演：御木本伸介）
- 柳生一族的陰謀（日语：柳生一族の陰謀#映画）（1978年、東映、演：萬屋錦之介）
- 柳生一族的陰謀（日语：柳生一族の陰謀#連続ドラマ）（1978年、KTV、演：山村聰）
- 魔界轉生（1981年、東映、演：若山富三郎）
- 德川家康（1983年、NHK大河劇、演：夏木陽介）
- 宮本武藏（日语：宮本武蔵 (NHK新大型時代劇)）（1984年、NHK、演：竹脇無我）
- 風雲 柳生武藝帳（日语：風雲 柳生武芸帳）（1985年、TX、演：芦田伸介）
- 獨眼龍政宗（1987年、NHK大河劇、演：石橋蓮司）
- 風雲!真田幸村（日语：風雲!真田幸村）（1989年、TX、演：栗塚旭）
- 宮本武藏（日语：宮本武蔵 (1990年のテレビドラマ)）（1990年、TX、演：久富惟晴）
- 遊人 天下御意見番 大久保彥左衛門（1991年、TBS、演：北大路欣也）
- 德川無賴帳（日语：徳川無頼帳）（1992年、TX、演：和崎俊哉）
- 運命峠（1993年、CX、演：露口茂）
- 德川武藝帳：柳生三代的劍（日语：徳川武芸帳 柳生三代の剣）（1993年、TX、演：松本幸四郎）
- 愛與野望的獨眼龍 伊達政宗（日语：愛と野望の独眼竜 伊達政宗）（1995年、TBS、演：原田大二郎）
- 家光謀殺（1995年、ANB、演：中原丈雄）
- 姬將軍大暴亂（日语：姫将軍大あばれ）（1995年、TX、演：森次晃嗣）
- 德川劍豪傳：之後的武藏（日语：徳川剣豪伝 それからの武蔵）（1996年、TX、演：神山繁）
- 德川之女（日语：徳川の女）（1997年、TX、演：宍戶勝（日语：宍戸マサル））
- 家康最恐懼的人 真田幸村（日语：家康が最も恐れた男 真田幸村）（1998年、TX、演：勝野洋）
- 影武者德川家康（日语：影武者徳川家康#テレビドラマ (1998年・テレビ朝日版)）（1998年、ANB、演：萩原流行）
- 宮本武藏（日语：宮本武蔵 (2001年のテレビドラマ)）（2001年、TX、演：辰巳琢郎）
- 魔界轉生（2003年、東映、演：中村嘉葎雄）
- 武藏MUSASHI（2003年、NHK大河劇、演：中井貴一）
- 甲賀忍法帖（2005年、松竹、演：永澤俊矢）
- 柳生十兵衛七番勝負（日语：柳生十兵衛七番勝負）（2005年、NHK、演：夏八木勳（日语：夏八木勲））
- 天下騷亂〜德川三代的陰謀（日语：天下騒乱〜徳川三代の陰謀）（2006年、TX、演：柄本明）
- 柳生一族的陰謀（日语：柳生一族の陰謀#スペシャルドラマ）（2008年、EX、演：松方弘樹）
- 柳生武藝帳（日语：柳生武芸帳#2010年）（2010年、TX、演：高橋英樹）
- 影武者德川家康（日语：影武者徳川家康#テレビドラマ (2014年・テレビ東京「新春ワイド時代劇」)）（2014年、TX、演：內藤剛志（日语：内藤剛志））
- 真田十勇士（日语：真田十勇士 (2014年の劇作品)#映画）（2016年、松竹・日活、演：野添義弘）
- 關原（2017年、東寶、演：永岡佑）
- 柳生一族的陰謀（日语：柳生一族の陰謀#スペシャルドラマ（NHK））（2020年、NHK、演：吉田鋼太郎）

舞台劇
- 柳生十兵衛 魔界轉生（1981年、新宿KOMA劇場、演：內田良平（日语：内田良平 (俳優)））
- 魔界轉生（2006年、新橋演舞場、演：六平直政）
- 魔界轉生（2011年、前進座（日语：前進座）、演：楠見尚己（日语：楠見尚己））
- 裏YAGYU〜奇説・柳生一族的陰謀〜（2012年、座・高円寺（日语：座・高円寺）、演：大谷朗（日语：大谷朗））
- 新 柳生一族的陰謀（2013年、Theater Green（日语：シアターグリーン）、演：新井劍史）
- 魔界轉生（2018年、明治座、演：松平健）

漫畫
- 猛烈黄金之國 柳生宗矩（日语：猛き黄金の国 柳生宗矩）（集英社、本宮宏志作）
- 魔界轉生（LEED社（日语：リイド社）、山田風太郎作・臣新藏（日语：とみ新蔵）畫）
- 魔界轉生 （講談社、山田風太郎作・石川賢畫）
- 十〜忍法魔界轉生〜（講談社、山田風太郎作・瀨川雅樹（日语：せがわまさき）作）
- 魔界轉生―聖者的行進（角川書店、山田風太郎作・九後奈緒子畫）
- 柳生非情劍 SAMON（日语：柳生非情剣 SAMON）（新潮社、隆慶一郎著・田畑由秋作・余湖裕輝（日语：余湖裕輝）畫）
- SAKON～戰國風雲錄～（集英社、隆慶一郎作・原哲夫畫）
- 少女殺手阿墨（小學館、小山由畫）
- 戰國鬼才傳（講談社、山田芳裕（日语：山田芳裕）畫）

遊戲
- 戰國無雙系列&無雙OROCHI系列（光榮、配音：宮崎寬務）
- 鬼武者系列（卡普空、配音：藤原啟治）
- 劍豪（元氣（日语：元気 (ゲーム会社)））
- 人中之龍 見參！（世嘉、配音：松田翔太）
- Fate/Grand Order（TYPE-MOON、配音：山路和弘）

## 外部連結
- 柳生ドットコム（奈良柳生街道・柳生之里） （页面存档备份，存于）
- 柳生宗矩之墓
- 神護山芳德禪寺